# Polycentropus ariensis
Polycentropus ariensis är en nattsländeart som beskrevs av Donald G. Denning och Sykora 1966. Polycentropus ariensis ingår i släktet Polycentropus och familjen fångstnätnattsländor. Inga underarter finns listade i Catalogue of Life.